# Карл Ріттер фон Гальт
Карл Фердинанд Гальт, з 24 лютого 1921 року — Ріттер фон Гальт (нім. Karl Ferdinand Ritter von Halt; 2 червня 1891, Мюнхен — 5 серпня 1964, Мюнхен) — німецький легкоатлет і спортивний чиновник Третього Рейху і ФРН, оберфюрер СА.

## Біографія
Гальт був легкоатлетом, який брав участь в літніх Олімпійських іграх 1912 року. Він фінішував 22-м в змаганнях з метання списа і 14-м в змаганнях зі штовхання ядра, а також брав участь в змаганнях з п'ятиборства. Там він вибув в третьому заїзді, оскільки не завершив свій біг на 200 м. Він також брав участь у складі німецької команди в першому раунді естафети 4х100 метрів. Гальт фінішував дев'ятим в десятиборстві. Він майже виграв десятиборство на Балтійських іграх 1914 року в Мальмі, поступившись фіну Йохану Сванстрьому на частку бала після виправлення помилки в розрахунках.
В жовтні 1914 року вступив добровольцем в Баварську армію. Учасник Першої світової війни, служив в піхоті. За бойові заслуги отримав 9 нагород. В жовтні 1918 року взятий в полон британськими військами. 18 листопада 1918 року звільнений і повернуся в Німеччину.
У 1936 році Ганс фон Чаммер унд Остен призначив Гальта президентом Комітету з організації четвертих зимових Олімпійських ігор в Гарміш-Партенкірхені. В 1937 році обраний членом Виконавчого комітету Міжнародного олімпійського комітету (МОК)  займав цей пост до 1945 року. Окрім цього, Гальт був членом Гуртка друзів рейхсфюрера СС. В 1944 році очолив Німецьку імперську асоціацію фізичної підготовки.
В квітні 1945 року був призваний в фольксштурм на керівну посаду. 7 травня 1945 року взятий в полон радянськими військами і відправлений в спецтабір НКВС №2 «Бухенвальд». В 1950 році звільнений, оскільки однією з умов вступу СРСР в МОК було звільнення Гальта. В 1951-61 роках очолював Національний олімпійський комітет Німеччини, змінивши герцога Адольфа Фрідріха Мекленбурзького.

## Нагороди
- Залізний хрест 2-го і 1-го класу
- Орден «За заслуги» (Баварія) 4-го класу з мечами
- Нагрудний знак «За поранення» в золоті
- Військовий орден Максиміліана Йозефа, лицарський хрест (24 лютого 1921)
- Пам'ятний приз Ганса Брауна (1921)
- Почесний хрест ветерана війни з мечами
- Німецька імперська відзнака за фізичну підготовку
- Німецький Олімпійський знак 1-го класу (16 серпня 1936)
- Почесна пов'язка СА
- Медаль «У пам'ять 1 жовтня 1938»
- Баварський орден «За заслуги»
- Орден Святого Олафа, командорський хрест (Норвегія)
- Орден «За заслуги перед Федеративною Республікою Німеччина», великий офіцерський хрест (1956)
- Почесний знак Міжнародної федерації легкої атлетики (1960)
- Почесне кільце Німецької асоціації легкої атлетики (1963)

## Вшанування пам'яті
- 18 липня 1958 року стадіон в Гарміш-Партенкірхені отримав назву «Стадіон Ріттера фон Гальта». 18 липня 2006 року він був перейменований на «Стадіон фон Гребена».
- В Остгаймі є вулиця Ріттера фон Гальта (нім. Ritter-von-Halt-Straße)[5].

## Галерея

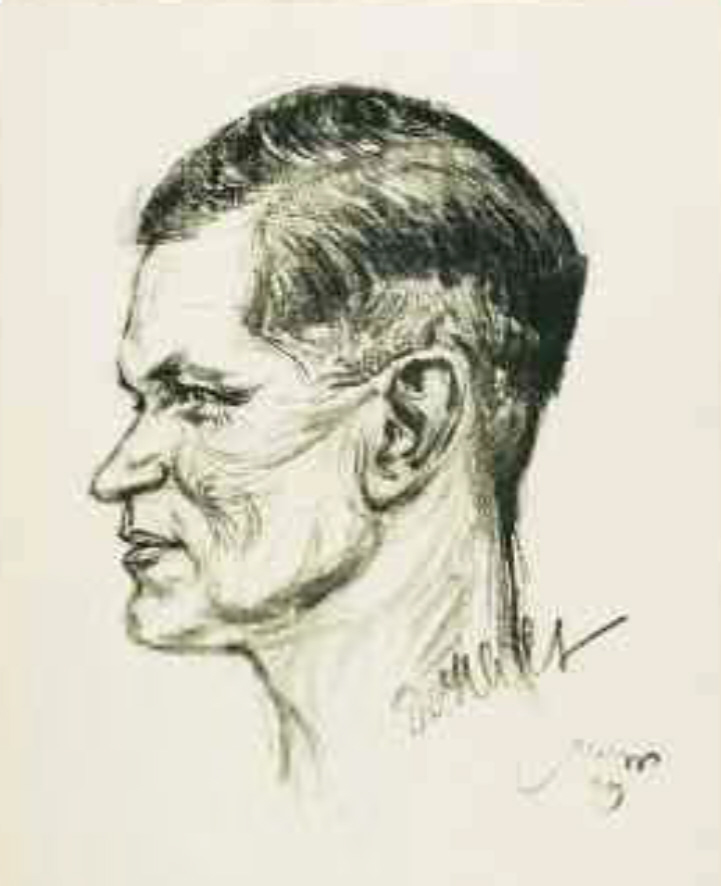
Еріх Штумпп. Портрет Карла Ріттера фон Гальта (1929).
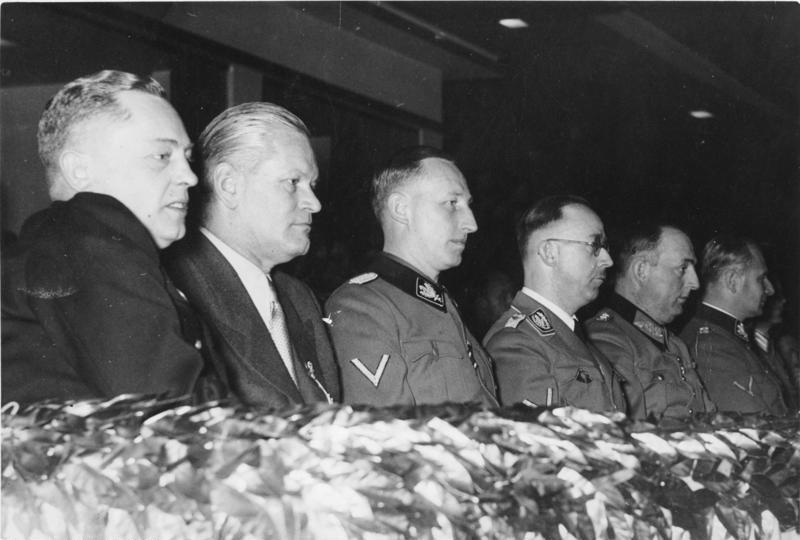
Гальт (другий ліворуч) як почесний гість під час збору зимової допомоги в Берлінському палаці спорту (16 лютого 1941).